# Righeiras diskografi
Righeira var en italiensk italo disco-duo från Turin, grundad 1983. Duon bestod av sångarna och keyboardisterna Johnson Righeira och Michael Righeira. Under sin verksamma tid släppte Righeira fyra studioalbum, fjorton singlar och tre musikvideor, där deras debutalbum, Righeira, lanserades 1983.

## Album

### Studioalbum
| År   | Albuminformation                                                                               |
| ---- | ---------------------------------------------------------------------------------------------- |
| 1983 | Righeira - Släppt: 28 september 1983 - Skivbolag: CGD (INT 20385) - Format: LP, kassettband    |
| 1986 | Bambini Forever - Släppt: 23 juni 1986 - Skivbolag: CGD (CGD 20514) - Format: LP, kassettband  |
| 1992 | Uno, Zero, Centomila - Släppt: 1992 - Skivbolag: RCA (74321 10216 2) - Format: CD, kassettband |
| 2007 | Mondovisione - Släppt: 2 februari 2007 - Skivbolag: SAIFAM (COM 1171-2) - Format: CD           |

### Samlingsalbum
| År   | Albuminformation                                                                                            |
| ---- | --- |
| 1985 | Righeira '83-'85 - Släppt: 1985 - Skivbolag: CGD (CGD 20479) - Format: LP, kassettband                      |
| 1988 | L'estate sta finendo - Släppt: 1988 - Skivbolag: CGD (LSM 1299) - Format: LP, kassettband                   |
| 1989 | Vamos a la playa - Släppt: 1989 - Skivbolag: CGD (9031 72191-2) - Format: CD, kassettband                   |
| 2002 | The Best - Släppt: 24 mars 2002 - Skivbolag: D.V. More Record (CDDV 6615) - Format: CD                      |
| 2002 | Greatest Hits - Släppt: 25 maj 2002 - Skivbolag: D.V. More Record (MRCD 4260) - Format: CD                  |
| 2003 | Turbo Disco - Släppt: 2003 - Skivbolag: Центр Музыкального Сервиса (ЦМС CD 19/03) - Format: CD, kassettband |
| 2012 | Référence 80 - Släppt: Mars 2012 - Skivbolag: LM Music (296.A103.020) - Format: CD                          |
| 2022 | The Best of Righeira - Släppt: 2022 - Skivbolag: UDP (UDP LP 1140) - Format: LP                             |

## EP-skivor
| År   | Albuminformation                                                                   |
| ---- | ---------------------------------------------------------------------------------- |
| 2002 | EP 2002 - Släppt: 2002 - Skivbolag: S.A.I.F.A.M. Classics (SCL 006-2) - Format: CD |

## Singelskivor

### Singlar
| 1983                                                  | "Tanzen Mit Righeira"         | —  | —  | —  | —  | — | —  | — | —  | —  | —  |                    | Righeira        |
| 1983                                                  | "Vamos a la playa"            | 2  | 27 | 23 | 6  | 6 | 1  | 6 | 3  | 53 | 11 | - Italien: Platina | Righeira        |
| 1983                                                  | "No Tengo Dinero"             | 21 | —  | —  | 10 | — | 20 | — | 12 | —  | —  |                    | Righeira        |
| 1984                                                  | "Hey Mama"                    | —  | —  | —  | —  | — | —  | — | —  | —  | —  |                    | Inget album     |
| 1985                                                  | "L'estate sta finendo"        | —  | —  | —  | —  | — | 18 | — | 35 | —  | —  | - Italien: Guld    | Inget album     |
| 1986                                                  | "Innamoratissimo"             | —  | —  | —  | —  | — | —  | — | —  | —  | —  |                    | Bambini Forever |
| 1986                                                  | "Italians a Go-Go"            | —  | —  | —  | —  | — | —  | — | —  | —  | —  |                    | Bambini Forever |
| 1986                                                  | "Bambini Forever"             | —  | —  | —  | —  | — | —  | — | —  | —  | —  |                    | Bambini Forever |
| 1987                                                  | "Oasi in città"               | —  | —  | —  | —  | — | —  | — | —  | —  | —  |                    | Bambini Forever |
| 1988                                                  | "Compañero"                   | —  | —  | —  | —  | — | —  | — | —  | —  | —  |                    | Inget album     |
| 1989                                                  | "Garageamos" / "Adalas Omaet" | —  | —  | —  | —  | — | —  | — | —  | —  | —  |                    | Inget album     |
| 1990                                                  | "Ferragosto"                  | —  | —  | —  | —  | — | —  | — | —  | —  | —  |                    | Inget album     |
| 2007                                                  | "La musica electronica"       | —  | —  | —  | —  | — | —  | — | —  | —  | —  |                    | Mondovisione    |
| "—" betecknar att singeln inte tog sig upp på listan. |                               |    |    |    |    |   |    |   |    |    |    |                    |                 |

## Musikvideor
| År   | Titel                  | Regissör(er)     |
| ---- | ---------------------- | ---------------- |
| 1983 | "Vamos a la playa"     | Pierluigi de Mas |
| 1983 | "Luciano Serra Pilota" | Pierluigi de Mas |
| 1983 | "No Tengo Dinero"      | Pierluigi de Mas |